# Mercury Rev
Pour les articles homonymes, voir Mercury.
Mercury Rev est un groupe de rock américain, originaire de Buffalo, dans l'État de New York. 

## Biographie

### Débuts
Formé en 1989, Mercury Rev était composé originellement de David Baker au chant, Jonathan Donahue (chant et guitare), Sean Mackowiak (alias Grasshopper)  (guitare et clarinette), Suzanne Thorpe (flûte), Dave Fridmann (basse) et Jimy Chambers (batterie). Ils enregistraient au début des bandes-sons pour des films expérimentaux. Les premiers enregistrements de Mercury Rev étaient psychédéliques et expérimentaux, proches des Flaming Lips, dont Jonathan Donahue avait fait partie comme guitariste jusqu'en 1991 et dont Dave Fridmann est le producteur attitré.
Malgré un succès critique (ils furent notamment soutenus par John Peel),,, Mercury Rev ne dépasse alors jamais le statut de groupe underground culte. De plus, ses prestations scéniques décousues (ils furent virés du Lollapalooza pour niveau sonore excessif) n'aidaient pas à augmenter la popularité du groupe.

### Transition musicale
À la suite de différends personnels et musicaux, David Baker quitte le groupe. Ceci modifie la direction musicale du groupe vers une voie plus accessible et moins sombre. See You on the Other Side, l'album suivant est un disque de transition. Mené par Jonathan Donahue, Mercury Rev devenait un groupe plus lyrique. C'est l'album suivant, Deserter's Songs (qui contient des collaborations avec Garth Hudson et Levon Helm de The Band), qui leur permet de dépasser le statut de groupe pour critiques,,,,. Trois singles sont dans le top 40 britannique et le NME en fait son album de l'année 1998. All is Dream, sorti le 28 août 2001 est 11e au top album. À la limite de la grandiloquence, il comprend The Dark is Rising, classé 16e de l'UK Singles Chart.

### Dernières activités
L'album The Secret Migration, publié en janvier 2005, obtint lui aussi de bonnes critiques (bien que moins élogieuses). Le single Vermillion en est notamment tiré. En octobre 2006 sort leur première compilation, agrémentée de quelques inédits. Fin 2006 sort également la bande originale du film Bye bye Blackbird, composé par le groupe. En 2008 sort Snowflake Midnight qui reçoit un accueil plus mitigé. Il est accompagné de Strange Attractor, qui regroupe 11 titres offerts en téléchargement gratuit. 
En 2011 une réédition de Deserter's Songs est l'occasion d'une tournée spéciale autour de cet album. Un nouvel album des Mercury Rev, The Light in You, est publié le 2 octobre 2015 chez Bella Union. Il s'agit de leur premier album en sept ans.
En février 2019, sort Bobbie Gentry’s The Delta Sweete Revisited, hommage au répertoire de la chanteuse folk américaine Bobbie Gentry, avec la contribution de nombreux chanteurs invités.

## Membres
- Jonathan Donahue - chant, guitare
- Sean « Grasshopper » Mackowiak - guitare, claviers, clarinette
- Carlos Anthony Molina - basse
- Jason Miranda - batterie

## Discographie

### Albums studio
- 1991 - Yerself is Steam
- 1993 - Boces
- 1995 - See You on the Other Side
- 1998 - Deserter's Songs
- 2001 - All is Dream
- 2005 - The Secret Migration
- 2008 - Snowflake Midnight
- 2008 - Strange Attractor (11 titres offerts par le groupe en téléchargement)
- 2015 - The Light in You
- 2019 - Bobbie Gentry’s The Delta Sweete Revisited
- 2024 - Born Horses

### Compilations / Rééditions / Live / Bandes Originales de Films
- 2006 - The Essential Mercury Rev - Stillness Breathes (1991-2006)
- 2006 - Hello Blackbird (Bande Originale de Film)
- 2009 - The Peel Sessions (1991-2001)
- 2011 - Deserter's Songs (Réédition avec 13 titres bonus)
- 2019 - All is Dream (Réédition avec 43 titres bonus)
- 2021 - Snowflake Midnight (Réédition avec 43 titres bonus)